# Halbformatkamera

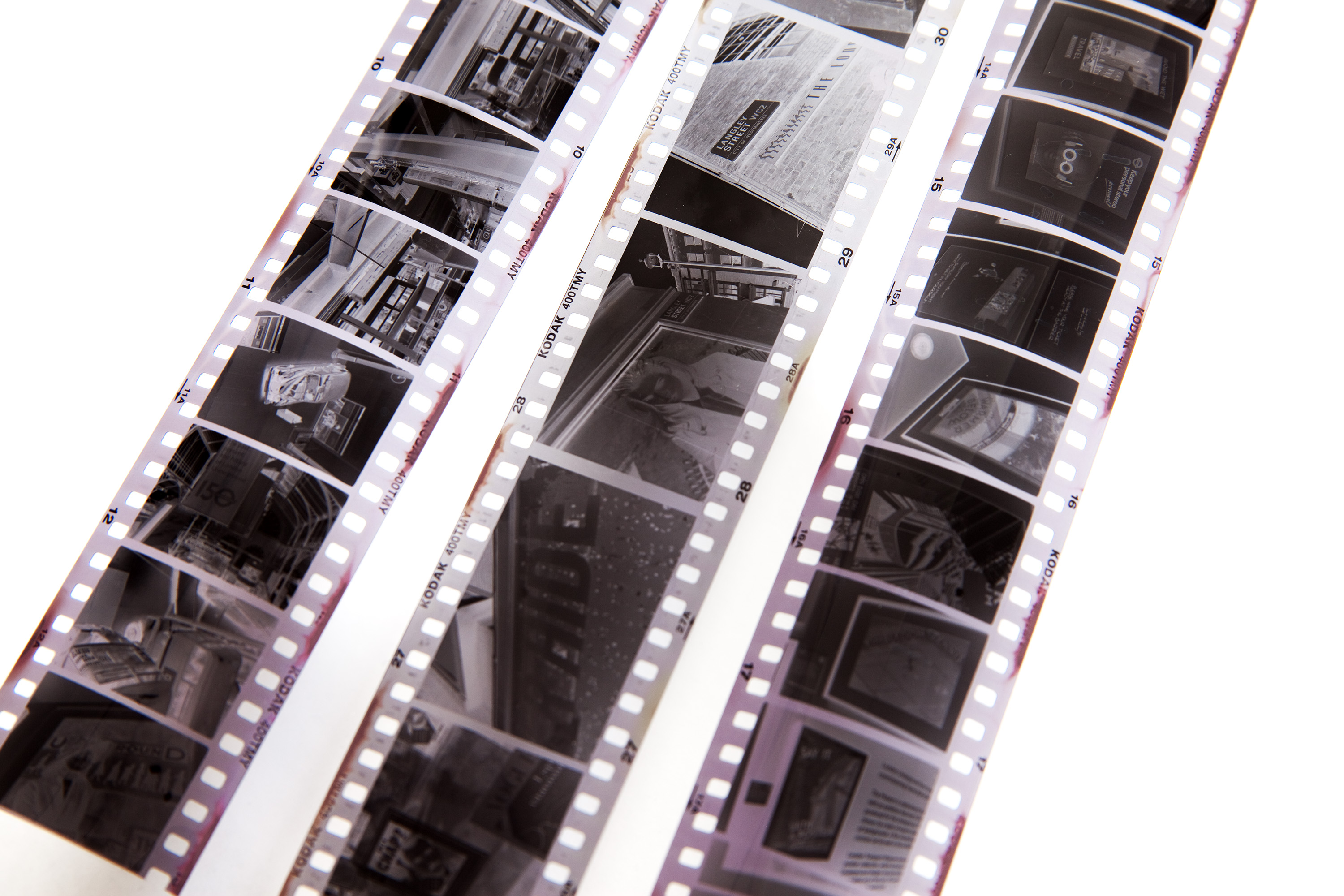
Halbformatfilmstreifen (links, rechts) und Kleinbildfilmstreifen (Mitte)

Als Halbformatkamera bezeichnet man einen Fotoapparat, der in der Regel konventionellen 35-mm-Film (also Kleinbildfilm) verwendet, die Bilder jedoch nicht im üblichen Kleinbildformat 24×36 mm belichtet, sondern dafür das ursprüngliche Stummfilm-Kinoformat 18×24 mm verwendet. Dieses wird daher auch als Halbformat bezeichnet.
Die Bildanzahl verdoppelt sich gegenüber dem Kleinbildformat auf 24 (statt 12 Bildern), 48 (statt 24 Bildern) oder 72 (statt 36 Bildern). Mit speziellem Schwarz-Weiß-Dünnfilm erreicht man bis zu 114 Bilder in einer Kamera regulärer Größe.
Von Yashica wurde das Halbformat fälschlicherweise wegen der Bildanzahl gerne auch als Doppelformat beworben. Die Bezeichnung Doppelformat steht eigentlich für das reguläre 24×36 mm Format im Gegensatz und Vergleich zum 18×24 mm Halbformat.

## Modelle

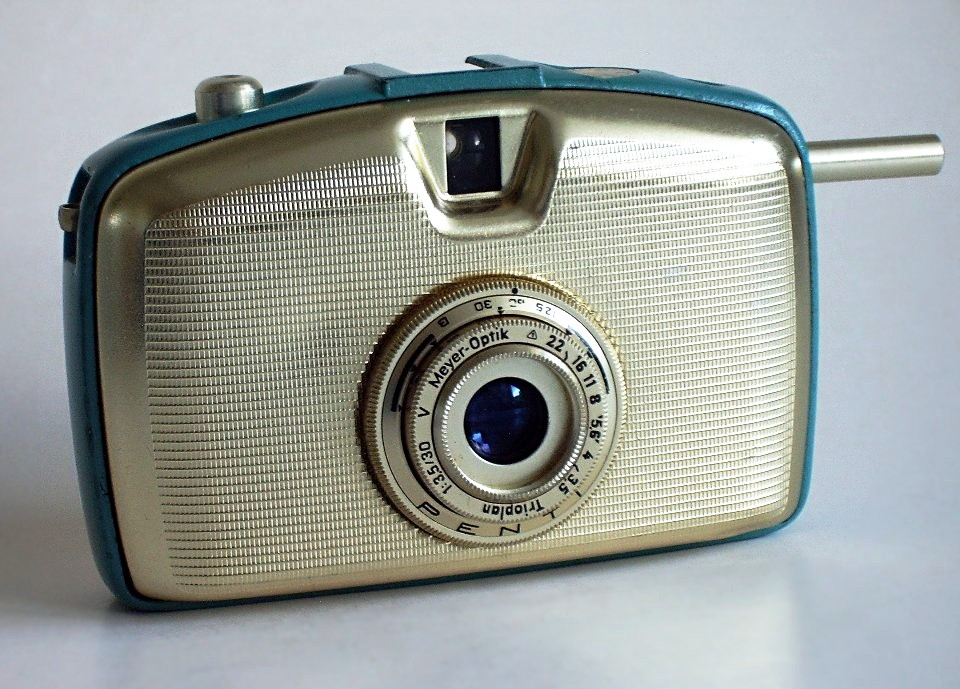
Penti – „Goldene Kamera“ von Welta

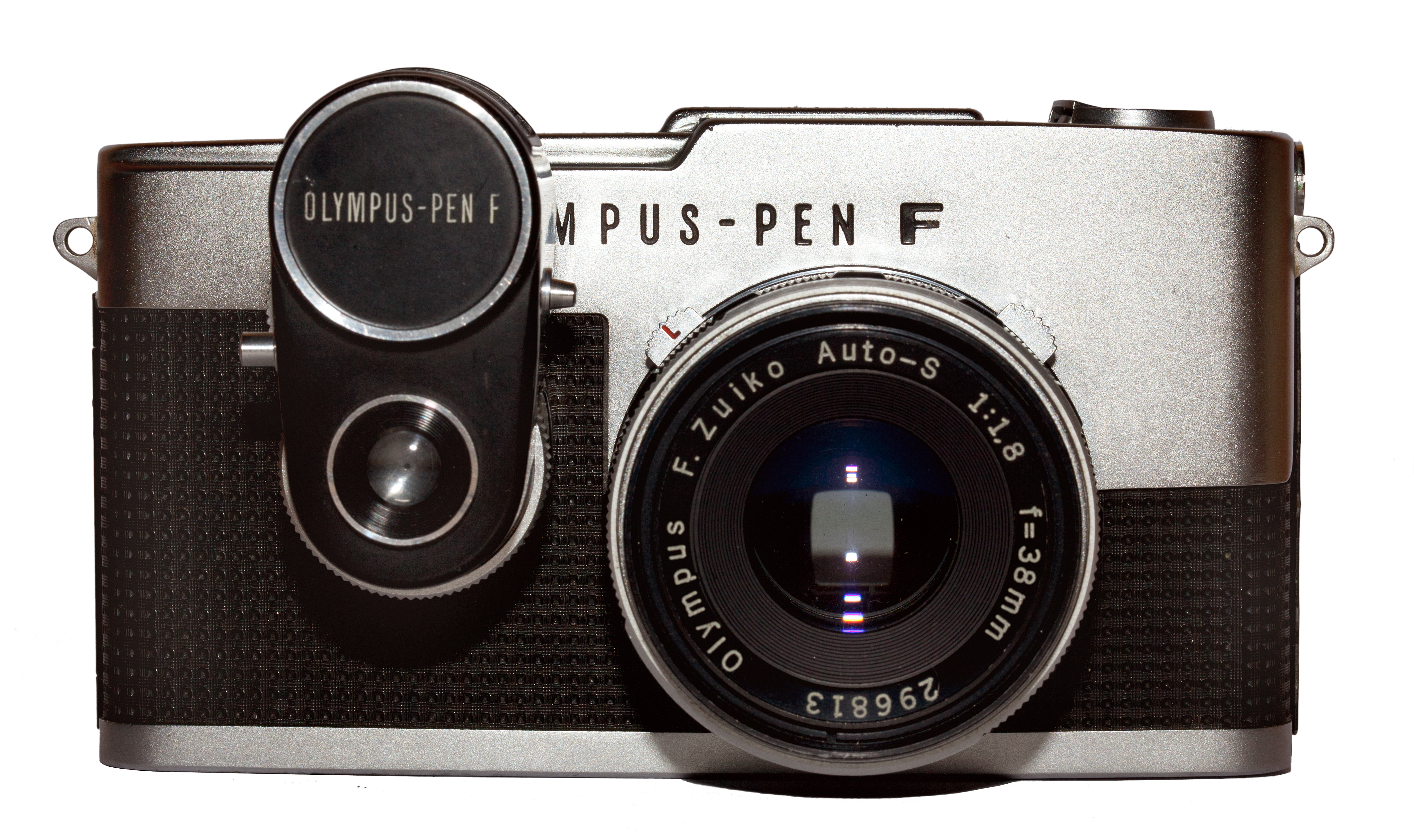
Olympus Pen F

In der Geschichte der Fototechnik wurde mehrfach und bereits früh mit Halbformaten experimentiert.
Zu einem Boom führte in den 1960er Jahren die Veröffentlichung der Olympus Pen F (1963), der eine ganze Modellreihe folgte (Pen FT, Pen FV etc.). Auch andere Hersteller wie Minolta, Canon und Konica entwickelten daraufhin eigene Halbformat-Modelle.
Mit den verschiedenen Modellen der Pen-Reihe (Sucherkameras und Spiegelreflexkameras) gilt Olympus trotz eingestellter Halbformat-Reihe als der Hersteller mit der längsten Produktionszeit (ca. 1960–1983). Neben den Kameras der Olympus Pen F Reihe – die als die bekanntesten gelten – gibt es auch Spiegelreflexkameras mit Wechselobjektiven anderer Hersteller. Diese sind allerdings in der Regel Umbauten regulärer Kameras für spezielle Zwecke oder aber kleine Baureihen regulärer Spiegelreflexkameras im Halbformat. Die Yashica-Spiegelreflexbaureihen wiederum besitzen jeweils ein fest eingebautes Zoomobjektiv.
Erwähnenswert ist auch ist die Minolta Electro-Zoom X (auch Minolta 16 Electro-Zoom-X), die 1968 als Designstudie für eine Spiegelreflexkamera vorgestellt, jedoch nie kommerziell hergestellt wurde. Sie nutzte ein noch kleineres Halbformat von 12×18 mm auf 16-mm-Film, der in Minolta 16-mm-Kassetten (10×14 mm) konfektioniert werden sollte.
Umbauten und Sonderbauten existieren etwa für Ermittlungsbehörden und Polizei. Zusätzlich wurden hier zum Teil Großraummagazine eingesetzt.
Insgesamt sind 143 verschiedene Halbformatkameras bekannt, hauptsächlich von japanischen und sowjetischen Herstellern. Einige bekanntere Modelle sind:
- Agfa
  - Parat bzw. Optima Parat (1963)
  - Paramat (1963)
- Welta später VEB Pentacon arbeiten mit Karat-Filmpatronen
  - Penti (1959)
  - Penti I u. II (1961–1977)

- BelOMO
  - Chaika (1965–1967)
  - Chaika-2 (1967–1972), mit Wechselobjektiv
  - Chaika-2M (1972–1974)
  - Chaika-3 (1971–1973), mit Selen-Lichtmesser und ohne „B“-Verschlußzeit.

- KMZ
  - Zenit MT-1 Surprise (1979–1990)
- Lomo
  - Umbauten sowjetischer Lomo-Kameras zur Halbformatkamera.
  - Lomo Konstruktor UFK2 (Bausatz)
  - Agat, Micron, zum Teil verschiedene Versionen, auch in 24×36
  - Diana Mini
- Konica
  - Spiegelreflex Auto-Reflex bzw. Autorex (1965), umschaltbar zwischen normalem Kleinbild- und Halbformat auch während des Films
  - AA-35 und Recorder
  - Eye
- Minolta
  - Repo (1963) und Repo-S (1964)
- Canon
  - Demi, verschiedene Modelle
  - Dial 35 (1963–1971) und Abarten

- Olympus
  - Sucherkamera Pen, Pen D und Pen EE, verschiedene und verwandte Modelle
  - Spiegelreflex Pen F, Pen FT und verwandte Modelle. Kompakte Bauweise, Porroprisma und Rotorverschluss.
- Yashica
  - Half 17 Rapid (1965), Sucherkamera, und ähnliche Modelle
  - Samurai (1988), verschiedene Modelle. Vollautomatische Spiegelreflexkameras mit Autofokus und festem Zoom. Einbaublitz, Datenbelichtungsrückwand, im Videokameradesign, aber keine Wechselobjektive. Die letzten Modelle wurden bis 1994 hergestellt.